# 沈骏 (中国大陆)
沈骏（1954年6月—），男，汉族，浙江定海人，中华人民共和国政治人物。
曾任上海市人民政府副市长。2013年7月，中共上海市委决定，沈骏任上海国际集团有限公司董事长、党委书记。